# 隔離危城
《隔離危城》（英語：Containment）為一部改編自比利時電視劇《警戒線》的美國有限劇集。本劇於2015年5月7日正式獲The CW預訂，並於2016年4月19日開播。2016年5月12日，The CW表示因本劇為一部有限劇集，故不會續訂第2季。

## 故事
講述美國大城市亞特蘭大爆發了一場由神秘病毒所引起的傳染病，故美國政府下令封城，試圖控制疫情，而被隔離的人們得試圖找出活路，為家人及生命奮鬥。

## 卡司與角色

### 主要人物
- 大衛·蓋亞西 飾演 艾“萊斯”·卡納漢（Alex "Lex" Carnahan）

亞特蘭大警署少校，為了拯救賈娜與傑克，與莎蘋合作並獲得快速升職。
- 克莉絲汀娜·摩西斯（Christina Moses） 飾演 賈娜（Jana）

萊斯的女友，傑克的前女友，於資訊回復中心工作。
- 克里斯·伍德 飾演 傑克·雷利（Jake Riley）

亞特蘭大警署警官，萊斯的好友。
- 克莉絲汀·蓋塔斯基（英语：Kristen Gutoskie） 飾演 凱蒂·法蘭克（Katie Frank）

國小老師。
- 克勞蒂亞·布雷克 飾演 莎蘋·洛莫斯（Sabine Lommers）

政府官員兼醫師，為控制疫情的領頭官員，試圖以萊斯來博取公眾信任。
- 吳宇衛 飾演 維多·康奈斯（Victor Cannerts）

疾病預防控制中心（CDC）研究員。
- 漢娜·曼根·勞倫斯（英语：Hanna Mangan-Lawrence） 飾演 泰麗莎（Teresa）

懷孕8個月的17歲少女。
- 崔佛·聖·約翰（英语：Trevor St. John） 飾演 里歐·格林（Leo Green）

記者，努力挖掘被整府隱瞞的疫情真相。

### 常設人物
- 札克里·昂格（Zachary Unger） 飾演 昆汀（Quentin）

凱蒂的兒子。
- 珊卓·拉弗蒂（Sandra Lafferty） 飾演 蜜雪琳（Micheline）

泰麗莎的外婆，行動不便者。
- 查爾斯·布雷克（Charles Black） 飾演 伯特（Bert）

泰麗莎的外公，負責飼養白老鼠並送往醫院做研究。
- 孝恩·帕森斯（Shawn Parsons） 飾演 山姆（Sam）

大樓管理修復員。
- 娜汀·路溫頓（英语：Nadine Lewington） 飾演 蘇西（Suzy）

賈娜的同事兼好友，患有幽閉恐懼症。
- 蒂芬妮·摩根（Tiffany Morgan） 飾演 琳恩（Leanne）

商店女主人，泰麗莎的母親，一直不看好泰麗莎與贊德。
- 迪米崔·布利奇斯（Demetrius Bridges） 飾演 贊德·保羅森（Xander Paulson）

泰麗莎的男友。
- 史考特·帕克斯（Scott Parks） 飾演 瓦爾登（Walden）

亞特蘭大警署警員，與萊斯有所摩擦。
- 尤漢斯·邁爾斯（Yohance Myles） 飾演 丹尼斯（Dennis）

蘇西的約會對象，賈娜的同事。
- 格雷戈里·威廉斯（英语：Gregory Alan Williams） 飾演 貝瑟局長（Chief Besser）

萊斯的上司。
- 約翰·溫雀（John Winscher） 飾演 東尼（Tony）

賈娜與蘇西的同事。
- 小唐尼爾·T·漢斯利（Donielle T. Hansley Jr.） 飾演 湯瑪斯（Thomas）

凱蒂的學生，昆汀的同學。
- 吉米·岡札勒茲（Jimmy Gonzales） 飾演 米斯（Meese）

亞特蘭大警員，與貝瑟局長有所勾搭。
- 奈蒂·貝利（Nadej Bailey） 飾演 布莉特妮（Britney）

昆汀的同學。
- 愛婷·史戴克勒（Adin Steckler） 飾演 梅莉（Mary）

昆汀的同學。
- 邁爾士·多列亞克（Miles Doleac） 飾演 李·史考特（Lee Scott）

警衛隊隊長，相當瞧不起萊斯，總是與萊斯對立。
- 賽琳娜·安度茲（Selena Anduze） 飾演 海倫（Helen）

醫院護理師。
- 米凱·夏儂·傑金斯（英语：Mykel Shannon Jenkins） 飾演 崔伊（Trey）

隔離區內的強盜頭目。

## 製作
本劇於2015年3月在喬治亞州亞特蘭大拍攝試播集，部分當地居民參與了許多場景拍攝。同年10月，本劇正式於亞特蘭大地區進行第1季拍攝。

## 評價
於Metacritic整合的評論中，本劇獲得48分（滿分100分；20位評論家），屬好壞參半的評價。於爛番茄整合的評論中，本劇獲得53%新鮮度、6.34/10分（19位評論家），評論家共識：「平庸的表現與一般的劇情，使《隔離危城》只不過是一部我們已經看過無數次的長篇災難電影。」

## 集數
| 集數 | 標題                                            | 導演            | 編劇                        | 播出日期      | 製作代碼 | 美國收視 （百萬） |
| ---- | ----------------------------------------------- | --------------- | --------------------------- | ------------- | -------- | ----------------- |
| 1    | 試播集 Pilot                                    | 戴維·納特       | 劇本：茱莉·普雷克           | 2016年4月19日 | 296853   | 1.67              |
| 2    | 我死你活 I to Die, You to Live                  | 查爾斯·比森     | 茱莉·普雷克                 | 2016年4月26日 | 3J5952   | 1.56              |
| 3    | 怒氣衝天 Be Angry at the Sun                    | 查爾斯·比森     | 瑪格麗特·麥可因泰爾         | 2016年5月3日  | 3J5953   | 1.42              |
| 4    | 寂靜與淚水 With Silence and Tears               | 克里斯·格里斯默 | 麥可·瓊斯-莫拉萊斯          | 2016年5月10日 | 3J5954   | 1.35              |
| 5    | 羊群中的狼 Like a Sheep Among Wolves            | 珍妮絲·庫克     | 傑夫·斯特森                 | 2016年5月17日 | 3J5955   | 1.28              |
| 6    | 平息風波 He Stilled the Rising Tumult           | 麥可·艾拉威茲   | 伊莉莎白·彼得森             | 2016年5月24日 | 3J5956   | 1.32              |
| 7    | 人間煉獄 Inferno                                | 大衛·博伊德     | 麥特·柯爾曼 克里斯·奧德     | 2016年5月31日 | 3J5957   | 1.06              |
| 8    | 凡事必有破綻 There is a Crack in Everything     | 艾略特·萊斯特   | 艾莉雅拉·布雷傑 桃恩·凱瑪許 | 2016年6月14日 | 3J5958   | 0.95              |
| 9    | 分崩離析的王國 A Kingdom Divided Against Itself | 蘭斯·安德森     | 麥可·瓊斯-莫拉萊斯          | 2016年6月21日 | 3J5959   | 0.88              |
| 10   | 時機成熟 A Time to Be Born                      | 卡蘿·班森       | 伊莉莎白·彼得森             | 2016年6月28日 | 3J5960   | 0.86              |
| 11   | 萬物不長久 Nothing Gold Can Stay                | 克里斯·格里斯默 | 茱莉·普雷克 湯姆·法瑞爾     | 2016年7月5日  | 3J5961   | 0.83              |
| 12   | 脫逃計畫 Yes Is the Only Living Thing           | 查爾斯·比森     | 瑪格麗特·麥可因泰爾         | 2016年7月12日 | 3J5962   | 0.78              |
| 13   | 天堂之路 Path to Paradise                       | 查爾斯·比森     | 麥特·柯爾曼 克里斯·奧德     | 2016年7月19日 | 3J5963   | 0.85              |

## 收視
| 集數 | 標題               | 播出日期      | 收視／份額 （18-49歲） | 收視 （百萬） | DVR （18-49歲） | DVR收視 （百萬） | 加總 （18-49歲） | 總收視 （百萬） |
| ---- | ------------------ | ------------- | ---------------------- | ------------- | --------------- | ---------------- | ---------------- | --------------- |
| 1    | 試播集（Pilot）         | 2016年4月19日 | 0.5/2                  | 1.67          | TBA             | TBA              | TBA              | TBA             |
| 2    | 我死你活（I to Die, You to Live）       | 2016年4月26日 | 0.5/2                  | 1.56          | TBA             | 0.82             | TBA              | 2.39            |
| 3    | 怒氣衝天（Be Angry at the Sun）       | 2016年5月3日  | 0.5/2                  | 1.42          | TBA             | 0.78             | TBA              | 2.20            |
| 4    | 寂靜與淚水（With Silence and Tears）     | 2016年5月10日 | 0.5/2                  | 1.35          | TBA             | 0.75             | TBA              | 2.10            |
| 5    | 羊群中的狼（Like a Sheep Among Wolves）     | 2016年5月17日 | 0.5/2                  | 1.28          | TBA             | 0.73             | TBA              | 2.02            |
| 6    | 平息風波（He Stilled the Rising Tumult）       | 2016年5月24日 | 0.5/2                  | 1.32          | 0.2             | 0.69             | 0.7              | 2.01            |
| 7    | 人間煉獄（Inferno）       | 2016年5月31日 | 0.4/1                  | 1.06          | 0.2             | 0.60             | 0.6              | 1.66            |
| 8    | 凡事必有破綻（There is a Crack in Everything）   | 2016年6月14日 | 0.3/1                  | 0.95          | 0.2             | 0.58             | 0.5              | 1.53            |
| 9    | 分崩離析的王國（A Kingdom Divided Against Itself） | 2016年6月21日 | 0.3/1                  | 0.88          | 0.2             | 0.56             | 0.5              | 1.44            |
| 10   | 時機成熟（A Time to Be Born）       | 2016年6月28日 | 0.3/1                  | 0.86          | TBA             | TBA              | TBA              | TBA             |
| 11   | 萬物不長久（Nothing Gold Can Stay）     | 2016年7月5日  | 0.2/1                  | 0.83          | 0.2             | 0.49             | 0.4              | 1.31            |
| 12   | 脫逃計畫（Yes Is the Only Living Thing）       | 2016年7月12日 | 0.3/1                  | 0.78          | 0.2             | 0.59             | 0.5              | 1.38            |
| 13   | 天堂之路（Path to Paradise）       | 2016年7月19日 | 0.3/1                  | 0.85          | TBA             | TBA              | TBA              | TBA             |

## 外部連結
- 官方网站
- 互联网电影数据库（IMDb）上《隔離危城》的资料（英文）